# Шлях нагору (роман)
«Шлях нагору» (англ. Room at the Top — дослівно «місце на вершині») — роман англійського письменника Джона Брейна, опублікований 1957 року, який приніс популярність автору. Роман, що став одним із класичних творів «сердитих молодих людей», розповідає про молодого чоловіка з бідної сім'ї, що прагне завдяки шлюбу з дочкою багатія увійти до вищого суспільства. За кілька років вийшло продовження роману під назвою «Життя нагорі». Роман двічі екранізовано.

## Сюжет
Дія відбувається в Англії протягом одного року невдовзі після закінчення Другої світової війни. Оповідь ведеться від імені двадцятип'ятирічного юнака Джо Лемптона, який приїжджає до містечка Ворлі, де влаштовується працювати бухгалтером у муніципалітеті. Джо під час війни був льотчиком, проте невдовзі потрапив до табору для військовополонених, де пробув до кінця війни. Його батьки загинули від авіанальоту. Після війни Джо деякий час жив у рідному містечку Дафтоні у своєї тітки, проте завжди мріяв покинути це місто, де панували бруд та бідність.
У Ворлі Джо знайомиться з представниками місцевого середнього та вищого класу, а також вступає до театрального гуртка «Служителі Мельпомени». Він закохується в дев'ятнадцятирічну дівчину Сьюзен, дочку багатого промисловця, і мріє про одруження з нею та долучення до життя «Нагорі» (так називають район міста, де розташовано особняки багатіїв). Він кілька разів ходить зі Сьюзен у театр і кафе потай від її сім'ї та Джека Вейлса, молодого чоловіка з кола Сьюзен, якого оточення вважає її найімовірнішим нареченим. У театральному гуртку Джо зближується з Еліс, одруженою і майже на десять років старшою за нього, чоловік якої також належить до вищих кіл міста. Джо та Еліс знаходять одне в одному споріднені душі, і незабаром стають коханцями.
На Різдво Джо приїжджає до тітки до Дафтона, де відвідує також руїни будинку, в якому загинули його батьки. Його давній друг Чарлз радить йому перервати на деякий час стосунки зі Сьюзен, щоб вона відчула, що сумує за Джо. Повернувшись до Ворлі, Джо так і робить, і через деякий час чує від знайомого, що Сьюзен захоплено відгукується про нього і шкодує, що давно з ним не бачилася. У цей час Джо розлучається з Еліс після сварки, викликаної тим, що Еліс зізналася Джо, що в молодості в голодні часи позувала художнику оголеною. Через деякий час Джо дізнається, що батькам Сьюзен відомо про її зустрічі з ним, і вони не схвалюють їхніх стосунків. Джо дають зрозуміти, що йому не слід продовжувати спілкуватися зі Сьюзен.
Джо вдається помиритися з Еліс, і вони відновлюють стосунки. Сьюзен дізнається про це і пише Джо листа, в якому повідомляє, що не хоче його більше бачити і їде за кордон. Джо та Еліс проводять кілька днів у заміському будинку на узбережжі, який зняв Чарлз. Там Джо розуміє, що Еліс залишиться його єдиним справжнім коханням на все життя. Вони з Еліс вирішують, що їм треба одружитися. Пізніше Чарлз переконує Джо, що Еліс не зможе отримати розлучення і Джо краще знову написати Сьюзен. Після повернення Сьюзен з-за кордону Джо примиряється з нею, і в них зі Сьюзен поновлюється роман. Еліс потрапляє до лікарні, де їй роблять операцію через пухлину.
Містер Браун, батько Сьюзен, викликає Джо на розмову і пропонує йому гроші та посаду в обмін на відмову від Сьюзен. Коли Джо відмовляється, Браун каже, що Джо одружиться зі Сьюзен, проте він має зараз же назавжди розірвати стосунки з Еліс. Також Браун натякає Джо, що Еліс раніше зустрічалася з Джеком Вейлзом. Джо повідомляє Еліс, що їхні стосунки закінчено назавжди. Наступного дня він дізнається, що вночі в стані сильного сп'яніння Еліс розбилася на своїй машині неподалік місця їхнього першого побачення. Джо відпрошується з роботи і весь день п'є, заводить короткочасний роман із дівчиною в пабі, вплутується в бійку і, зрештою, мало не потрапляє під машину. Знайомі відвозять його додому, і дорогою він каже їм, що це він убив Еліс.

## Історія
Письменник Колін Вілсон, який колись дружив із Брейном, згадує, що, за розповідями останнього, поштовхом до написання роману стали стосунки Брейна з молодою дівчиною, яку той зустрів у аматорському театральному гуртку. Вирішивши стати письменником, Брейн, який до цього працював бібліотекарем, поїхав до Лондона, проте зміг опублікувати лише кілька статей. Захворівши на туберкульоз Брейн повернувся до Йоркширу, де протягом 19 місяців лікувався в санаторії. За цей час його кохана вийшла заміж за іншого. Вілсон повідомляє також, що права на екранізацію продано ще до публікації роману, тому Брейн отримав за них лише незначну суму (5 тис. фунтів стерлінгів).

## Екранізації
Вже 1959 року за романом знято фільм «Кімната нагорі» (режисер Джек Клейтон), який отримав низку нагород на кінофестивалях. 2012 року за книгою знято мінісеріал.